# In ogni senso tour

## Musicisti
- Eros Ramazzotti: voce
- Nadia Biondini: voce
- Antonella Bucci: voce
- Emanuela Cortesi: voce
- Moreno Ferrara: voce
- Michele Ascolese: chitarre
- Franco Ventura:chitarre
- Sandro Comini: horns
- Marco Forni: keyboards
- Roberto Rossi: keyboards
- Elio Rivagli: batteria
- Flavio Scopaz: basso
- Paride Sforza: sax

## Date
| Data              | Paese       | Città                | Sede                        |
| ----------------- | ----------- | -------------------- | --------------------------- |
| 9 luglio 1990     | Italia      | Brescia              | Stadio comunale             |
| 11 luglio 1990    | Italia      | Alessandria          | Stadio Giuseppe Moccagatta  |
| 12 luglio 1990    | Italia      | Torino               | Stadio comunale             |
| 16 luglio 1990    | Italia      | Milano               | Arena Civica                |
| 17 luglio 1990    | Italia      | Milano               | Arena Civica                |
| 19 luglio 1990    | Italia      | Cittadella           | Campo Marta                 |
| 21 luglio 1990    | Italia      | Viareggio            | Stadio dei pini             |
| 23 luglio 1990    | Italia      | Genzano di Roma      | Stadio comunale             |
| 24 luglio 1990    | Italia      | Civitavecchia        | Stadio comunale             |
| 26 luglio 1990    | Italia      | Napoli               | Stadio Arturo Collana       |
| 27 luglio 1990    | Italia      | Sabaudia             | Campo sportivo              |
| 30 luglio 1990    | Italia      | Scicli               | Stadio scapellato           |
| 1º agosto 1990    | Italia      | Marsala              | Stadio comunale             |
| 2 agosto 1990     | Italia      | Palermo              | Stadio delle Palme          |
| 4 agosto 1990     | Italia      | Rionero in Vulture   | Campo sportivo              |
| 5 agosto 1990     | Italia      | Tortora              | Campo sportivo              |
| 7 agosto 1990     | Italia      | Bernalda             | Campo sportivo              |
| 8 agosto 1990     | Italia      | Poggiardo            | Campo sportivo              |
| 10 agosto 1990    | Italia      | Pescara              | Stadio Adriatico            |
| 11 agosto 1990    | Italia      | Porto Recanati       | Stadio comunale             |
| 13 agosto 1990    | Italia      | Lignano Sabbiadoro   | Campo sportivo              |
| 14 agosto 1990    | Italia      | Rimini               | Stadio Romeo Neri           |
| 16 agosto 1990    | Italia      | Pietra Ligure        | Stadio comunale             |
| 18 agosto 1990    | Italia      | Nettuno              | Campo sportivo              |
| 5 agosto 1990     | Italia      | Grosseto             | Stadio comunale             |
| 1º settembre 1990 | Italia      | Bergamo              |                             |
| 3 settembre 1990  | Italia      | Terni                |                             |
| 4 settembre 1990  | Italia      | Perugia              |                             |
| 6 settembre 1990  | Italia      | Bologna              |                             |
| 7 settembre 1990  | Italia      | Firenze              |                             |
| 9 settembre 1990  | Italia      | Reggio Emilia        |                             |
| 10 settembre 1990 | Italia      | Pavia                |                             |
| 12 settembre 1990 | Svizzera    | Berna                |                             |
| 14 settembre 1990 | Svizzera    | Locarno              |                             |
| 15 settembre 1990 | Svizzera    | Lucerna              |                             |
| 17 settembre 1990 | Italia      | Varese               |                             |
| 18 settembre 1990 | Italia      | Genova               |                             |
| 22 settembre 1990 | Spagna      | Madrid               |                             |
| 25 settembre 1990 | Spagna      | Valencia             | Plaza de toros              |
| 27 settembre 1990 | Spagna      | Barcellona           |                             |
| 29 settembre 1990 | Spagna      | Bilbao               |                             |
| 12 ottobre 1990   | Austria     | Innsbruck            | Eishalle                    |
| 14 ottobre 1990   | Belgio      | Bruxelles            | Forest National             |
| 15 ottobre 1990   | Belgio      | Bruxelles            | Forest National             |
| 18 ottobre 1990   | Paesi Bassi | Rotterdam            | Ahoy sportpaleis            |
| 19 ottobre 1990   | Paesi Bassi | Rotterdam            | Ahoy sportpaleis            |
| 21 ottobre 1990   | Svizzera    | Zurigo               | Hallenstadion               |
| 22 ottobre 1990   | Germania    | Mannheim             | Mainmartkhalle              |
| 24 ottobre 1990   | Germania    | Füssen               | Bundesleistungszentrum      |
| 27 ottobre 1990   | Germania    | Monaco di Baviera    | Olympiahalle                |
| 28 ottobre 1990   | Germania    | Monaco di Baviera    | Olympiahalle                |
| 31 ottobre 1990   | Germania    | Stoccarda            | Hanns-Martin-Schleyer-Halle |
| 1º novembre 1990  | Germania    | Dortmund             | Westfalenhalle              |
| 3 novembre 1990   | Germania    | Bayreuth             | Oberfrankenhalle            |
| 4 novembre 1990   | Germania    | Kassel               | Eissporthalle               |
| 6 novembre 1990   | Germania    | Hannover             | Eilenriedehalle             |
| 7 novembre 1990   | Germania    | Norimberga           | Frankenhalle                |
| 9 novembre 1990   | Germania    | Amburgo              | Sporthalle                  |
| 10 novembre 1990  | Germania    | Amburgo              | Sporthalle                  |
| 11 novembre 1990  | Germania    | Berlino              | Deutschlandhalle            |
| 13 novembre 1990  | Germania    | Colonia              | Sporthalle                  |
| 14 novembre 1990  | Germania    | Saarbrücken          | Saarlandhalle               |
| 16 novembre 1990  | Austria     | Vienna               | Stadthalle                  |
| 18 novembre 1990  | Germania    | Augusta              | Schwabenhalle               |
| 19 novembre 1990  | Germania    | Stoccarda            | Hanns-Martin-Schleyer-Halle |
| 22 novembre 1990  | Spagna      | Barcellona           | Palau Sant Jordi            |
| 24 novembre 1990  | Spagna      | Madrid               | Palacio de Deportes         |
| 27 novembre 1990  | Italia      | Genova               | Palasport                   |
| 29 novembre 1990  | Italia      | Roma                 | Palazzo dello Sport         |
| 3 dicembre 1990   | Italia      | Milano               | Palatrussardi               |
| 4 dicembre 1990   | Italia      | Milano               | Palatrussardi               |
| 5 dicembre 1990   | Italia      | Genova               | Palasport                   |
| 7 dicembre 1990   | Jugoslavia  | Zagabria             | Dom Sportova                |
| 10 dicembre 1990  | Germania    | Brema                | Stadthalle                  |
| 11 dicembre 1990  | Germania    | Dortmund             | Westfalenhalle              |
| 13 dicembre 1990  | Germania    | Francoforte sul Meno | Festhalle                   |
| 14 dicembre 1990  | Germania    | Francoforte sul Meno | Festhalle                   |
| 16 dicembre 1990  | Francia     | Parigi               | Zénith de Paris             |